# Lido degli Estensi
Lido degli Estensi – nadmorski kurort w prowincji Ferrara należący do siedmiu kąpielisk w gminie Comacchio.
Po Lido delle Nazioni jest największym z siedmiu Lido. Nazwany został na cześć rodziny d’Este, która rządziła Ferrarą.
Jednym z założeń lokalnej polityki środowiskowej było utworzenie miejsca dla nowych budynków. Doprowadziło to w konsekwencji do zmniejszenia liczby sosen oraz częstszego uwzględniania miejsca na sadzenie sosen w planach architektonicznych środkowej części miasta. Plaża w kurorcie jest największa we Włoszech. Na wybrzeżu zachodzi zjawisko ekspansji plaży, która rozszerza się co roku o kilka centymetrów z powodu naturalnej erozji i sedymentacji.

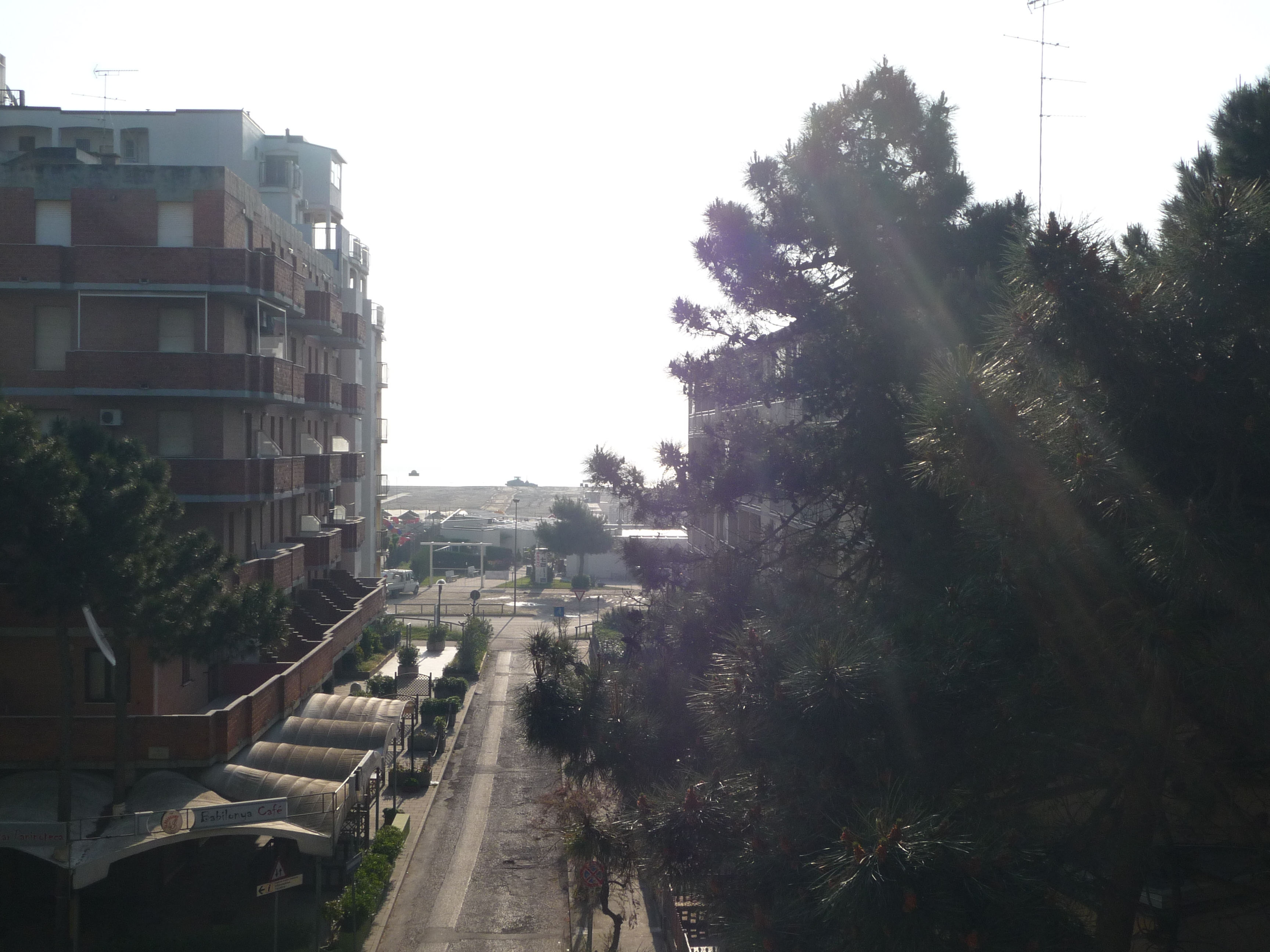
Lido degli Estensi